# Hit-and-Run Squad
Pour plus de détails, voir Fiche technique et Distribution.
Hit-and-Run Squad (hangeul : 뺑반 ; RR : Bbaengban ; litt. « Brigade des délits de fuite ») est un film d'action sud-coréen réalisé par Han Jun-hee et sorti le 30 janvier 2019 en Corée du Sud.
Il totalise plus d'un million d'entrées au box-office sud-coréen de 2019.

## Synopsis
Le lieutenant de police, Eun Shi-yeon (Gong Hyo-jin), est rétrogradé dans une équipe spécialisée dans les délits de fuite où elle doit travailler avec ses collègues Seo Min-jae (Ryu Jun-yeol) et Woo Seon-young (Jeon Hye-jin). La brigade tente alors d'inculper Jeong Jae-cheol (Jo Jeong-seok), le pilote de Formule 1 le plus célèbre de Corée du Sud ayant soudainement pris sa retraite pour se reconvertir en homme d'affaires.

## Fiche technique
- Titre original : 뺑반
- Titre international : Hit-and-Run Squad
- Réalisation : Han Jun-hee
- Scénario : Kim Kyeong-chan
- Photographie : Hong Seung-cheol
- Montage : Park Min-seon
- Musique : Chang Young-gyu
- Production : Lee Jung-eun et Lee Min-soo
- Société de production : Noyer Anyi Entertainment
- Société de distribution : Showbox
- Pays d’origine :  Corée du Sud
- Langue originale : coréen
- Format : couleur
- Genre : Comédie, Action
- Durée : 133 minutes
- Date de sortie :
  - Corée du Sud : 23 janvier 2019

## Distribution
- Gong Hyo-jin : Eun Shi-yeon
- Ryu Jun-yeol : Seo Min-jae
- Jo Jeong-seok : Jeong Jae-cheol
- Yeom Jeong-a : Yoo Ji-hyeon
- Jeon Hye-jin : Woo Seon-young
- Son Seok-gu : Ki Tae-ho
- Key : Dong-soo

## Production
La production a d'abord proposé le premier rôle à Lee Je-hoon qui a refusé.